# Anthony Zerbe
Anthony Zerbe (Long Beach, 20 maggio 1936) è un attore statunitense.

## Biografia
È conosciuto per aver interpretato Milton Krest, antagonista di James Bond, in 007 - Vendetta privata (1989), inoltre ha recitato in numerosi film con ruoli spesso importanti e in alcune occasioni anche come protagonista.

## Filmografia parziale

### Cinema
- Nick mano fredda (Cool Hand Luke), regia di Stuart Rosenberg (1967)
- Costretto ad uccidere (Will Penny), regia di Tom Gries (1968)
- I cospiratori (The Molly Maguires), regia di Martin Ritt (1970)
- Il silenzio si paga con la vita (The Libération of L.B. Jones), regia di William Wyler (1970)
- Omicidio al neon per l'ispettore Tibbs (They Call Me Mister Tibbs!), regia di Gordon Douglas (1970)
- 1975: Occhi bianchi sul pianeta Terra (The Omega Man), regia di Boris Sagal (1971)
- Una maledetta piccola squaw (The Strange Vengeance of Rosalie), regia di Jack Starrett (1972)
- L'uomo dai 7 capestri (The Life and Times of Judge Roy Bean), regia di John Huston (1972)
- Papillon, regia di Franklin J. Schaffner (1973)
- L'ispettore Martin ha teso la trappola (The Laughing Policeman), regia di Stuart Rosenberg (1973)
- Perché un assassinio (The Parallax View), regia di Alan J. Pakula (1974)
- Marlowe, il poliziotto privato (Farewell, My Lovely), regia di Dick Richards (1975)
- Torna "El Grinta" (Rooster Cogburn), regia di Stuart Millar (1975)
- Due vite, una svolta (The Turning Point), regia di Herbert Ross (1977)
- I guerrieri dell'inferno (Who'll Stop the Rain), regia di Karel Reisz (1978)
- Delitti inutili (The First Deadly Sin), regia di Brian G. Hutton (1980)
- La zona morta (The Dead Zone), regia di David Cronenberg (1983)
- Un poliziotto fuori di testa (Off Beat), regia di Michael Dinner (1986)
- Alba d'acciaio (Steel Dawn), regia di Lance Hool (1987)
- Doppia verità (Listen to Me), regia di Douglas Day Stewart (1989)
- Non guardarmi: non ti sento (See No Evil, Hear No Evil), regia di Arthur Hiller (1989)
- 007 - Vendetta privata (Licence to Kill), regia di John Glen (1989)
- Star Trek - L'insurrezione (Star Trek: Insurrection), regia di Jonathan Frakes (1998)
- Fino a prova contraria (True Crime), regia di Clint Eastwood (1999)
- Matrix Reloaded (The Matrix Reloaded), regia di Andy e Larry Wachowski (2003)
- Matrix Revolutions (The Matrix Revolutions), regia di Andy e Larry Wachowski (2003)
- American Hustle - L'apparenza inganna (American Hustle), regia di David O. Russell (2013)

### Televisione
- La grande vallata (The Big Valley) – serie TV, episodio 1x13 (1965)
- Iron Horse – serie TV, episodio 1x22 (1967)
- Selvaggio west (The Wild Wild West) – serie TV, episodio 3x12 (1967)
- Missione impossibile (Mission: Impossible) – serie TV, 5 episodi (1967-1971)
- Il virginiano (The Virginian) – serie TV, episodio 6x20 (1968)
- Bonanza – serie TV, episodio 10x30 (1969)
- Mannix – serie TV, 4 episodi (1969-1975)
- Le strade di San Francisco (The Streets of San Francisco) – serie TV, 1 episodio (1973)
- Harry O – serie TV, 30 episodi (1975-1976)
- Kiss Phantoms (Kiss Meets the Phantom of the Park), regia di Gordon Hessler – film TV (1978)
- Colorado (Centennial) – miniserie TV, 10 episodi (1978-1979)
- Tom e Huck - Avventure sul Mississippi (Rascals and Robbers: The Secret Adventures of Tom Sawyer and Huck Finn), regia di Dick Lowry – film TV (1982)
- La casa nella prateria (Little House on the Prairie) – serie TV, episodi 9x06-9x07 (1982)
- Nord e Sud II (North and South, Book II), regia di regia di Kevin Connor – miniserie TV, 6 episodi (1986)
- Colombo (Columbo) – serie TV, episodio 8x01 (1989)
- I ragazzi della prateria (The Young Riders) – serie TV, 67 episodi (1989-1992)
- La signora in giallo  (Murder, She Wrote) – serie TV, episodio 11x10 (1994)
- I racconti della cripta (Tales from the Crypt) – serie TV, 1 episodio (1994)
- Walker Texas Ranger – serie TV, 1 episodio (1996)
- Asteroid – serie TV, 1 episodio (1997)
- Frasier – serie TV, 1 episodio (2000)
- Giudice Amy (Judging Amy) – serie TV, 1 episodio (2004)

## Doppiatori italiani
Nelle versioni in italiano delle opere in cui ha recitato, Anthony Zerbe è stato doppiato da:
- Gianni Marzocchi in Marlowe, il poliziotto privato, Delitti inutili
- Gianni Bonagura in Matrix Reloaded, Matrix Revolutions
- Ferruccio Amendola in Costretto a uccidere
- Michele Kalamera in 1975: Occhi bianchi sul pianeta Terra
- Gianfranco Bellini in Papillon
- Rino Bolognesi in Torna "El Grinta"
- Sandro Iovino in Alla conquista del West
- Dante Biagioni in La casa nella prateria
- Manlio Guardabassi in Questione d'onore
- Sergio Rossi in La zona morta
- Mario Bardella in Un poliziotto fuori di testa
- Luciano De Ambrosis in Alba d'acciaio
- Dario Penne in Memories of Manon
- Marcello Tusco in Colombo
- Dario De Grassi ne I ragazzi della prateria
- Francesco Vairano in Non guardarmi: non ti sento
- Giorgio Lopez in 007 - Vendetta privata
- Goffredo Matassi in La signora in giallo
- Gianni Vagliani in Asteroid
- Cesare Barbetti in Star Trek - L'insurrezione
- Saverio Indrio in American Hustle - L'apparenza inganna